# Пойо
Пойо (гал. Poio, ісп. Poyo) — муніципалітет в Іспанії, у складі автономної спільноти Галісія, у провінції Понтеведра. Населення — 16 043 осіб (2009).
Муніципалітет розташований на відстані близько 470 км на північний захід від Мадрида, 4 км на захід від Понтеведри.

## Демографія
Динаміка населення (INE ):

## Галерея зображень

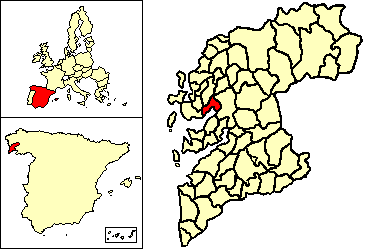
Розташування муніципалітету
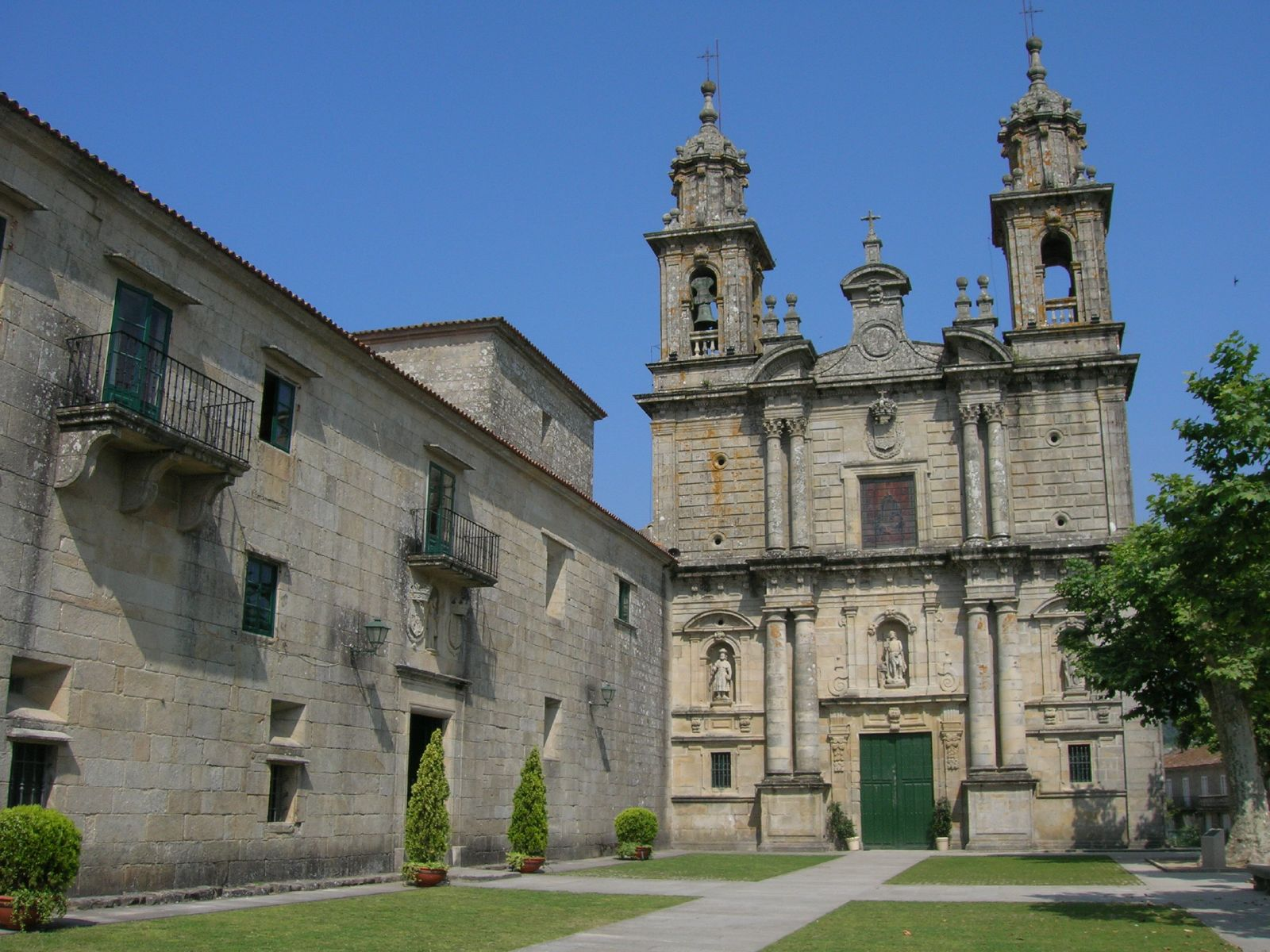
Монастир у паррокії Сан-Шоан, у Пойо